# Fulven
Fulven (5-Methylen-1,3-cyclopentadien) oder Pentafulven ist eine hochgiftige, gelbliche, ölige Flüssigkeit, die leicht polymerisiert. Der Name leitet sich von lateinisch fulvus = rotgelb ab.

## Darstellung
Fulven entsteht durch Kondensation von Cyclopentadien mit Formaldehyd. Wie 1957 entdeckt wurde, kann es auch durch photochemische Valenzisomerierung aus Benzol gewonnen werden.

## Eigenschaften
Wie alle Verbindungen aus der Stoffgruppe der Fulvene ist die namensgebende Stammverbindung Fulven intensiv gefärbt und sehr reaktiv. Die Fulvene wurden 1900 von dem Chemiker Johannes Thiele entdeckt. Fulven selbst besitzt eine gelbe Farbe.